# がいし引き工事

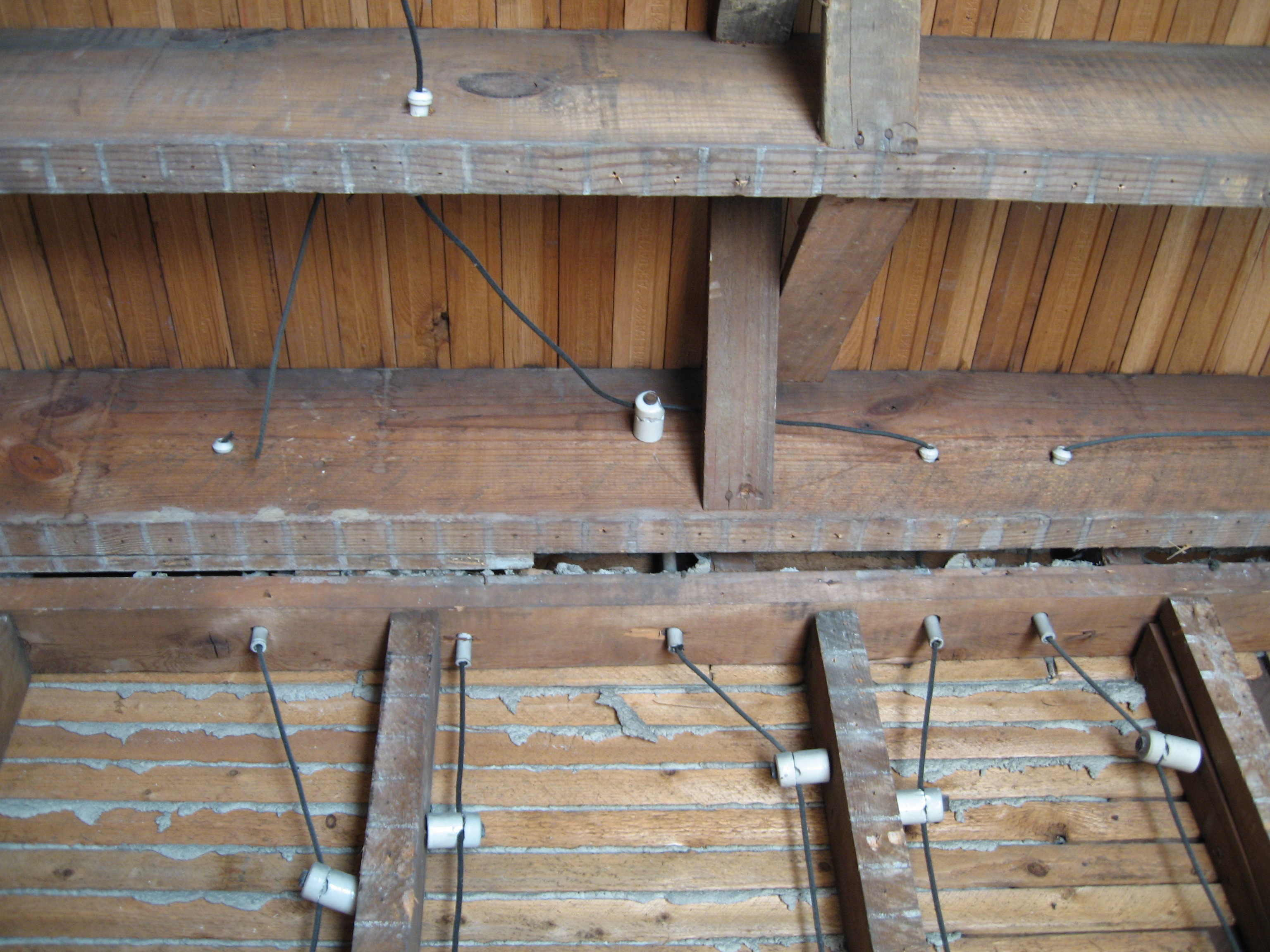
1930年代にピッツバーグに建てられた家にあるがいし引き配線。

がいし引き工事（がいしびきこうじ）とは、電気工事の施工方法の一種である。 造営材に取り付けたがいし（碍子）で電線を支持し配線する工法で、この工事による配線をがいし引き配線ともいう。

## 概要
日本においては、電気設備技術基準により、設置は露出場所または点検できる隠ぺい場所に限られ、配線が直接見えることとなる。
ノップ碍子と呼ばれる円柱状の一部が細くなったがいしが使われる。
日本では明治22年頃から昭和38年頃まで主流だったが、絶縁材の性能向上に伴いがいしを使うメリットが無くなったことから希少になったが、電気工事士の筆記試験問題に残されており、工業高校や公共職業能力開発施設などでは実習も行われている。
過去に工事された古民家などに残された配線の補修の他、レトロ感覚を演出するために新設する例があり、かつて製造されていた大型のノップ碍子を再現し、外観に拘った工事を行う業者も存在する。

## 関連事項
- 電気工事士
- 電気工事
- がいし